# Блоуберг (местный муниципалитет)
Блоуберг (Blouberg) — местный муниципалитет в Районе имени Тропика Козерога провинции Лимпопо (ЮАР). Название (букв. «Голубая гора») происходит от находящейся на территории муниципалитета горы, расположенной у западного конца горной гряды Саутпансберг. Административный центр — Сенвабарвана. Муниципалитет был образован в 2000 году. Население по переписи 2001 года — 161 300 человек.

## Основные населённые пункты
- Сенвабарвана[англ.]
- Олдэйс